# Валва
Валва (итал. Valva) је насеље у Италији у округу Салерно, региону Кампанија.
Према процени из 2011. у насељу је живело 769 становника. Насеље се налази на надморској висини од 474 м.

## Становништво
| 1931. | 1936. | 1951. | 1961. | 1971. | 1981. | 1991. | 2001. | 2011. |
| ----- | ----- | ----- | ----- | ----- | ----- | ----- | ----- | ----- |
| 1.851 | 1.973 | 2.213 | 2.160 | 1.991 | 1.854 | 1.981 | 1.772 | 1.712 |